# Mangelia hyemalis
Mangelia hyemalis is een slakkensoort uit de familie van de Mangeliidae. De wetenschappelijke naam van de soort is voor het eerst geldig gepubliceerd in 1889 door Mabille & Rochebrune.